# Новая Долина (проект)

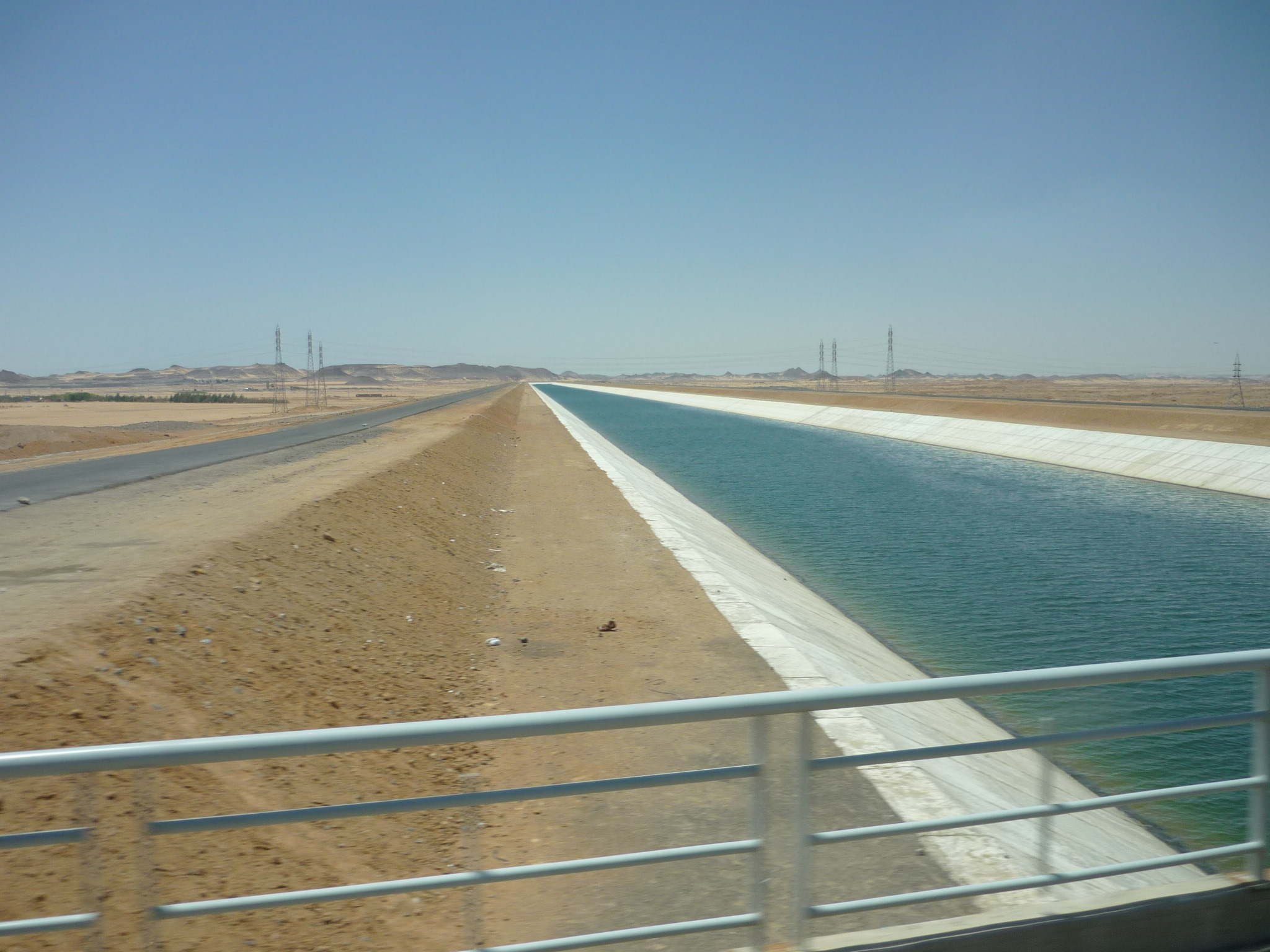
Канал Шейх-Зайед

Проект «Новая Долина» — проект постройки в Египте сети дорог и системы каналов для передачи вод из бассейна водохранилища Насер на орошение пустынного юго-запада страны. В 1997 году египетское правительство решило развить «новую» долину (в дополнение к долине Нила), где могли бы быть развиты сельскохозяйственные и индустриальные сообщества. Если проект потерпит неудачу, то это усилит проблемы распределения недостаточных вод Нила.

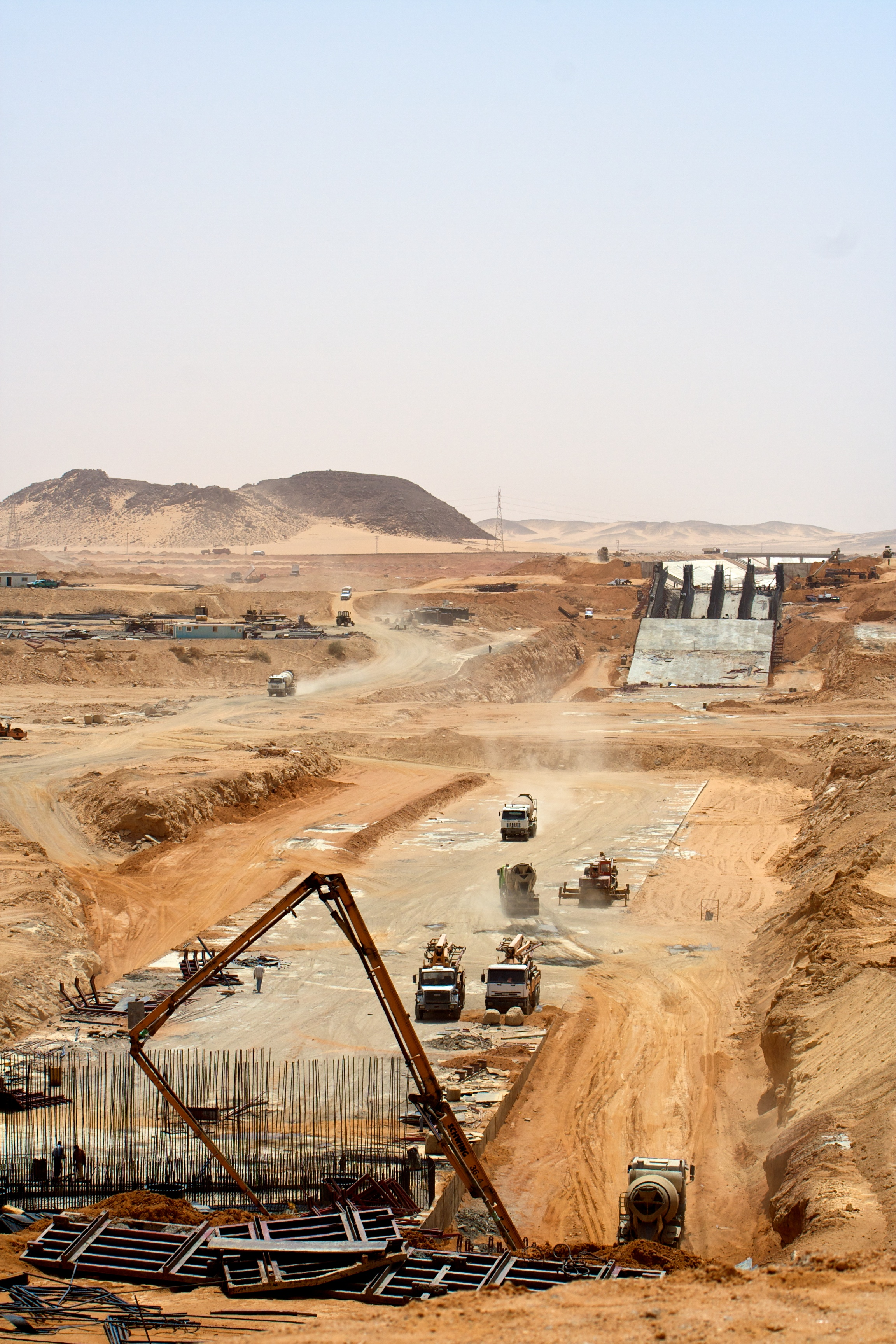
Строительство в Новой Долине (2010)

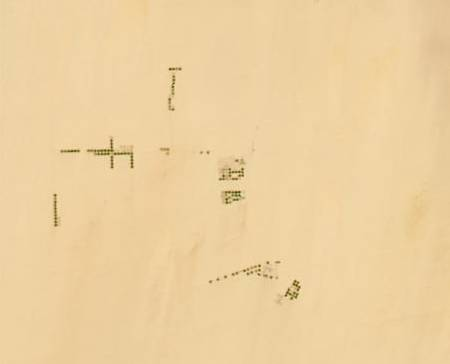
Снимок со спутника строений проекта «Новая Долина» 26 января 2003

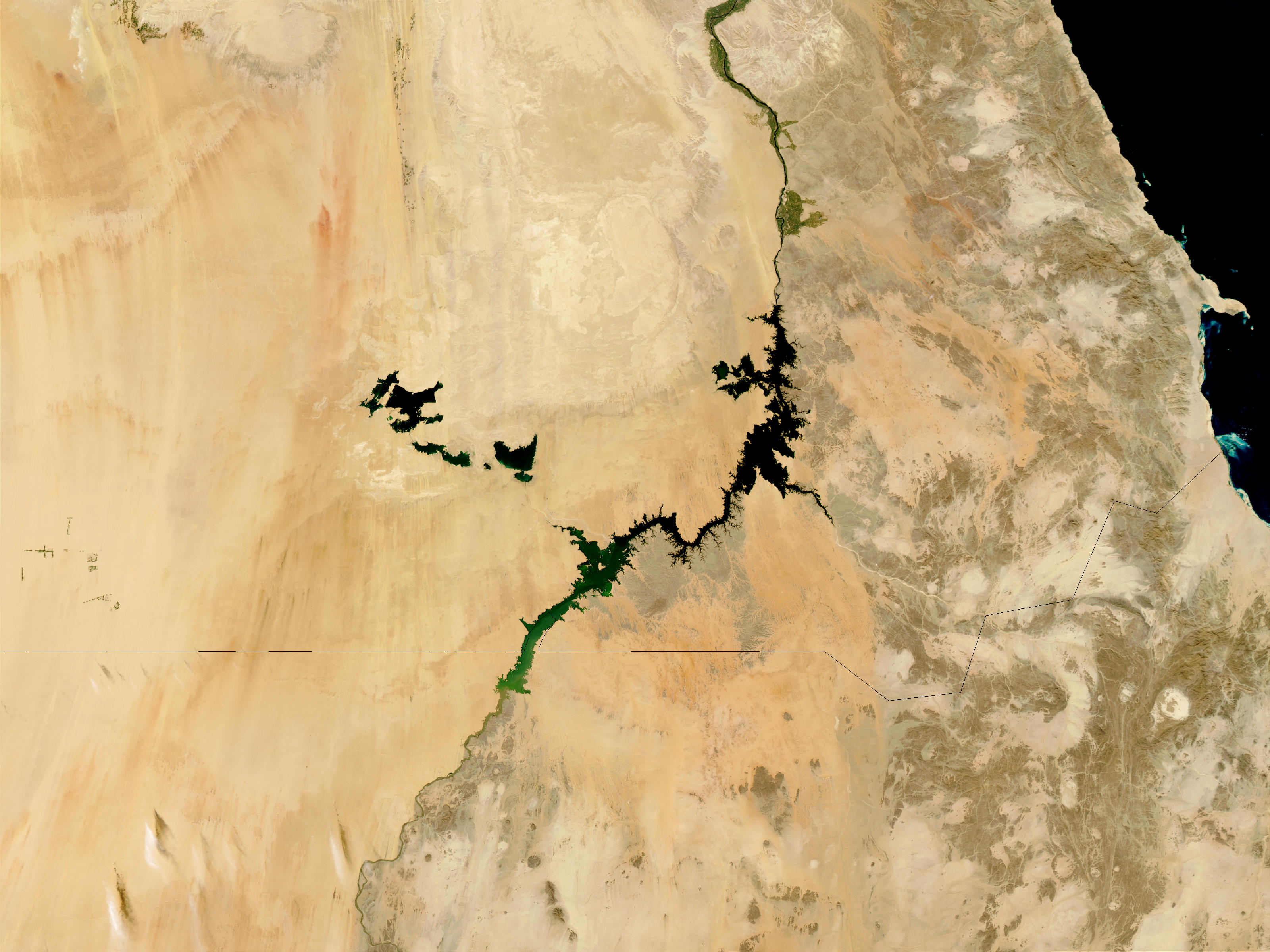
Озера Тошка и Нил с озером Насер на спутниковой фотографии.

Строительство канала Тошка начато от участка, лежащего в 8 км к северу от Асуанского водохранилища до озёр Тошка. Канал продолжается на запад, до трассы Darb el-Arbe’ien, затем перемещается к северу от Darb el-Arbe’ien до оазиса Барис, покрывая расстояние в 310 км. Перекачивающая станция Мубарак в районе озера Тошка — главная, центральная часть проекта, была запущена в марте 2005 года. Она качает воду из озера Насера, которая транспортируется посредством канала через долину, превращая 2340 км² (588 000 акров) пустыни в пахотную землю. Долина спроектирована так, что, когда канал будет закончен (в 2020 году), она должна стать домом для более чем трёх миллионов жителей и увеличить пахотную землю Египта на 10 %.
Озёра Тошка — результат чрезмерных паводковых разливов водохранилища Насер, оказалось в общей области проекта Новой Долины.